# 杨通蕴
杨通蕴，北宋诚州、徽州领主，一名杨蕴，诚州（今湖南靖州苗族侗族自治县）人，是侗族的先民。
杨通蕴是唐末五代大姓豪富、诚州刺史、十峒总首领杨再思的后裔，子孙相袭，世领其地。唐朝时为溪峒州，宋初号称十峒首领，杨氏以其族姓散掌州峒，史称“诚州杨氏”。因杨通蕴才雄过人，部众推为十峒之长。宋太祖开宝九年（976年），朝觐宋朝进献宝玉、文马、珊瑚树等，被任命为徽州刺史。宋太宗太平兴国四年（979年），率属部内附，被任命为诚州刺史。